# Senorbì
Senorbì – miejscowość i gmina we Włoszech, w regionie Sardynia, w prowincji Sud Sardynia.
Według danych na rok 2004 gminę zamieszkiwało 4420 osób, 130 os./km². Graniczy z Ortacesus, San Basilio, Sant'Andrea Frius, Selegas, Siurgus Donigala i Suelli.